# Chelsea Chandler
Pour les articles homonymes, voir Chandler.
Chelsea Chandler, née le 23 novembre 1990 à Stockton en Californie, est une pratiquante américaine d'arts martiaux mixtes (MMA). Elle combat actuellement dans la division des poids coqs de l'Ultimate Fighting Championship.

## Biographie

### Jeunesse
Chelsea Lynn Chandler naît le 23 novembre 1990 à Stockton. Elle est diplômée d'un Bachelor of business administration à l'université de Miami et a également une double spécialisation en gestion d'entreprise et droit des affaires. En 2009, elle prit une année sabbatique dans ses études pour vivre en Thaïlande et s'est initié au muay-thaï. En 2015, elle s'inscrit dans la Nick Diaz Academy à Lodi, dans la banlieue de Stockton, pour se former au jiu-jitsu brésilien et aux arts martiaux mixtes auprès de Nate et Nick Diaz, grandes figures du MMA originaires de Stockton.

### Carrière dans les arts martiaux mixtes

#### Parcours au sein de l'Invicta Fighting Championships (2018-2022)
Chelsea Chandler fait ses débuts professionnels au sein de l'Invicta Fighting Championships. Elle dispute son premier combat le 24 mars 2018, lors du Invicta FC 28, qu'elle perd via décision unanime contre Kerri Kenneson.
Le 16 novembre 2018, lors du Invicta FC 32, la native de Stockton décroche sa première victoire professionnelle lorsqu'elle vainc Mitzi Merry via décision unanime.
Le 7 juin 2019, elle bat Brittney Victoria Grizzelle par KO technique au cours du 2e round.
L'an suivant, le 2 juillet 2020, elle soumet Olivia Parker avec un étranglement arrière au 1er round.
Le 11 mai 2022, en co-main event de l'Invicta FC 47, elle vainc Courtney King via décision unanime.

#### Parcours au sein de l'Ultimate Fighting Championship (2022-)
Au début du mois de juin 2022, Chelsea Chandler signe avec l'Ultimate Fighting Championship (UFC). Elle dispute son premier combat dans la fédération le 1er octobre 2022 contre la Lituanienne Julija Stoliarenko (en), qu'elle remporte par KO technique au 1er round, décrochant son premier bonus de Performance de la soirée par la même occasion.
Le 15 juillet 2023, Chandler perd face à la Brésilienne Norma Dumont (en) par décision unanime. Une séquence du combat dans laquelle Chandler fuit et est poursuivie par Dumont dans l'octogone devient virale sur Internet.
Le 16 mars 2024, elle vainc la Brésilienne Josiane Nunes (en) via décision unanime.
Le 10 août 2024, elle est défaite par la Russe Yana Santos (en) via décision unanimeainsi que par Joselyne Edwards le 26 avril 2025 par KO technique.

## Palmarès en arts martiaux mixtes
| 10 combats     | 6 victoires | 4 défaites |
| Par KO         | 2           | 1          |
| Par soumission | 1           | 0          |
| Sur décision   | 3           | 3          |

| Résultat | Record | Adversaire                  | Méthode                           | Événement                                  | Date             | Round | Temps | Lieu                              | Notes                     |
| -------- | ------ | --------------------------- | --------------------------------- | ------------------------------------------ | ---------------- | ----- | ----- | --------------------------------- | ------------------------- |
| Défaite  | 6-4    | Joselyne Edwards            | TKO (poings)                      | UFC sur ESPN : Machado Garry contre Prates | 26 avril 2025    | 1     | 1:21  | Kansas city, Missouri, États-Unis |                           |
| Défaite  | 6-3    | Yana Santos                 | Décision unanime                  | UFC on ESPN: Tybura vs. Spivac II          | 10 août 2024     | 3     | 5:00  | Las Vegas, Nevada, États-Unis     |                           |
| Victoire | 6-2    | Josiane Nunes               | Décision unanime                  | UFC Fight Night: Tuivasa vs. Tybura        | 16 mars 2024     | 3     | 5:00  | Las Vegas, Nevada, États-Unis     |                           |
| Défaite  | 5-2    | Norma Dumont                | Décision unanime                  | UFC on ESPN: Holm vs. Bueno Silva          | 15 juillet 2023  | 3     | 5:00  | Las Vegas, Nevada, États-Unis     | Combat en poids plumes.   |
| Victoire | 5-1    | Julija Stoliarenko          | TKO (coups de poing)              | UFC Fight Night: Dern vs. Yan              | 1er octobre 2022 | 1     | 4:15  | Las Vegas, Nevada, États-Unis     | Performance de la soirée. |
| Victoire | 4-1    | Courtney King               | Décision unanime                  | Invicta FC 47: Ducote vs. Zappitella       | 11 mai 2022      | 3     | 5:00  | Kansas City, Kansas, États-Unis   |                           |
| Victoire | 3-1    | Olivia Parker               | Soumission (étranglement arrière) | Invicta FC 40: Ducote vs. Lima             | 2 juillet 2020   | 1     | 1:05  | Kansas City, Kansas, États-Unis   |                           |
| Victoire | 2-1    | Brittney Victoria Grizzelle | TKO (coups de poing)              | Invicta FC 35: Bennett vs. Rodriguez II    | 7 juin 2019      | 2     | 3:58  | Kansas City, Kansas, États-Unis   |                           |
| Victoire | 1-1    | Mitzi Merry                 | Décision unanime                  | Invicta FC 32: Spencer vs. Sorenson        | 16 novembre 2018 | 3     | 5:00  | Shawnee, Oklahoma, États-Unis     |                           |
| Défaite  | 0-1    | Kerri Kenneson              | Décision unanime                  | Invicta FC 28: Mizuki vs. Jandiroba        | 24 mars 2018     | 3     | 5:00  | Salt Lake City, Utah, États-Unis  |                           |